# Petaling Jaya
Petaling Jaya is een stad en gemeente (majlis bandaraya; city council) in de Maleisische deelstaat Selangor.
De gemeente telt 614.000 inwoners en is onderdeel van de agglomeratie Groot-Kuala Lumpur (Klang Valley). 
Ongeveer 55% is Chinees, en 33% is Maleis. Op 20 juni 2006 kreeg Petaling Jaya stadsrechten.
De plaats werd door de Britten in 1952 als een satellietstad gebouwd om de overbevolking in Kuala Lumpur tegen te gaan. Tot 1972 was het een administratief deel van Kuala Lumpur, daarna werd het een zelfstandig township in de deelstaat Selangor.